# Open di Francia 1990
L'Open di Francia 1990, l'89ª edizione degli Open di Francia di tennis, si è svolto sui campi in terra rossa dello Stade Roland Garros di Parigi, Francia, dal 28 maggio al 10 giugno 1990.
Il singolare maschile è stato vinto dall'ecuadoriano Andrés Gómez, che si è imposto sullo statunitense Andre Agassi in quattro set col punteggio di 6–3, 2–6, 6–4, 6–4.
Il singolare femminile è stato vinto dalla jugoslava Monica Seles, che ha battuto la tedesca Steffi Graf.
Nel doppio maschile si sono imposti Sergio Casal e Emilio Sánchez Vicario.
Nel doppio femminile hanno trionfato Jana Novotná e Helena Suková. 
Nel doppio misto la vittoria è andata a Arantxa Sánchez Vicario in coppia con Jorge Lozano.

## Seniors

### Singolare maschile
Andrés Gómez ha battuto in finale  Andre Agassi con il punteggio di 6–3, 2–6, 6–4, 6–4.

### Singolare femminile
Monica Seles ha battuto in finale  Steffi Graf con il punteggio di 7–6(6), 6–4.

### Doppio maschile
Sergio Casal /  Emilio Sánchez Vicario hanno battuto in finale  Goran Ivanišević /  Petr Korda con il punteggio di 7–5, 6–3.

### Doppio Femminile
Jana Novotná /  Helena Suková hanno battuto in finale  Larisa Neiland /  Nataša Zvereva con il punteggio di 6–4, 7–5.

### Doppio Misto
Arantxa Sánchez Vicario /  Jorge Lozano hanno battuto in finale  Nicole Bradtke /  Danie Visser con il punteggio di 7–6(5), 7–6(8).

## Junior

### Singolare ragazzi
Andrea Gaudenzi ha battuto in finale  Thomas Enqvist con il punteggio di 2–6, 7–6, 6–4.

### Singolare ragazze
Magdalena Maleeva ha battuto in finale  Tatiana Ignatieva con il punteggio di 6–2, 6–3.

### Doppio ragazzi
Sébastien Leblanc /  Sébastien Lareau

### Doppio ragazze
Ruxandra Dragomir /  Irina Spîrlea